# Острівська сільська рада (Тернопільський район)
О́стрівська сільська́ ра́да — адміністративно-територіальна одиниця та орган місцевого самоврядування в Тернопільському районі Тернопільської області. Адміністративний центр — село Острів.

## Загальні відомості
Острівська сільська рада утворена в 1939 році.
- Територія ради: 21,7 км²
- Населення ради: 1 726 осіб (станом на 2001 рік)
- Територією ради протікає річка Серет

## Населені пункти
Сільській раді підпорядковані населені пункти:
- с. Острів

## Населення
Згідно з переписом УРСР 1989 року чисельність наявного населення сільської ради становила 1591 особа, з яких 745 чоловіків та 846 жінок.
За переписом населення України 2001 року в сільській раді мешкала 1721 особа.

### Мова
Розподіл населення за рідною мовою за даними перепису 2001 року:
| Мова       | Відсоток |
| ---------- | -------- |
| українська | 99,59 %  |
| російська  | 0,35 %   |

## Склад ради
Рада складається з 15 депутатів та голови.
- Голова ради: Піщатін Богдан Петрович

### Керівний склад попередніх скликань
| Прізвище, ім'я, по батькові | Основні відомості                                                 | Дата обрання | Дата звільнення |
| --------------------------- | ----------------------------------------------------------------- | ------------ | --------------- |
| Піщатін Богдан Петрович     | Сільський голова, 1965 року народження, освіта вища, безпартійний | 26.03.2006   | 31.10.2010      |
| Піщатін Богдан Петрович     | Сільський голова, 1965 року народження, освіта вища, безпартійний | 31.10.2010   |                 |

Примітка: таблиця складена за даними сайту Верховної Ради України

### Депутати
За результатами місцевих виборів 2010 року депутатами ради стали:

#### За суб'єктами висування
| Суб'єкт висування               | Кількість обраних депутатів | %    |
| ------------------------------- | --------------------------- | ---- |
| Самовисування                   | 16                          | 94,1 |
| Політична партія «Наша Україна» | 1                           | 5,9  |

#### За округами
| № округу                        | Прізвище, ім'я, по батькові   | Дата визнання обраним | Освіта             | Партійна приналежність                | Відомості про обраного депутата            |
| ------------------------------- | ----------------------------- | --------------------- | ------------------ | ------------------------------------- | ------------------------------------------ |
| Політична партія «Наша Україна» |                               |                       |                    |                                       |                                            |
| 3                               | Хромчак Олексій Дмитрович     | 31.10.2010            | середня            | член Політичної партії «Наша Україна» | ТзОВ ТВФ «ІвОлекс-сервіс», директор        |
| Самовисування                   |                               |                       |                    |                                       |                                            |
| 1                               | Яницька Наталія Петрівна      | 31.10.2010            | вища               | позапартійна                          | Острівська сільська рада, секретар         |
| 2                               | Бакан Юрій Мирославович       | 31.10.2010            | вища               | позапартійний                         | Острівська загальноосвітня школа, вчитель  |
| 4                               | Хромчак Роман Олексійович     | 31.10.2010            | вища               | позапартійний                         | УЖКВтаТМР, юрист-консульт                  |
| 5                               | Вітишин Андрій Ігорович       | 31.10.2010            | середня            | позапартійний                         | «Укргазтехзв'язок», водій аварійної служби |
| 6                               | Семчишин Микола Несторович    | 31.10.2010            | середня спеціальна | позапартійний                         | Тернопільська ДЮСШ «Авангард», сторож      |
| 7                               | Скибіцький Богдан Петрович    | 31.10.2010            | середня            | позапартійний                         | тимчасово не працює                        |
| 8                               | Колодко Олексій Михайлович    | 31.10.2010            | вища               | позапартійний                         | тимчасово не працює                        |
| 9                               | Назарик Василь Михайлович     | 31.10.2010            | середня спеціальна | позапартійний                         | ППРБУ-3, майстер                           |
| 10                              | Ворочук Ярослав Дмитрович     | 31.10.2010            | вища               | позапартійний                         | ПМП «Ватра-Технопром», директор            |
| 11                              | Машталяр Уляна Олександрівна  | 31.10.2010            | вища               | позапартійна                          | тимчасово не працює                        |
| 12                              | Дацко Надія Родіонівна        | 31.10.2010            | вища               | позапартійна                          | Острівська загальноосвітня школа, вчитель  |
| 13                              | Головецький Михайло Іванович  | 31.10.2010            | вища               | позапартійний                         | ТРТМО, лікар                               |
| 14                              | Ярмуш Роман Васильович        | 31.10.2010            | вища               | позапартійний                         | ЗАТ «Тернопільавто», головний енергетик    |
| 15                              | Дацко Богдан Михайлович       | 31.10.2010            | вища               | позапартійний                         | приватний підприємець                      |
| 16                              | Дмитрів Ярослав Миколайович   | 31.10.2010            | вища               | позапартійний                         | ПП «Дувіряк», завскладом                   |
| 17                              | Качановський Михайло Петрович | 31.10.2010            | незакінчена вища   | позапартійний                         | ТНТУ, студент                              |